# Бернар ле Бов'є де Фонтенель
Берна́р ле Бов'є́ де Фонтене́ль (фр. Bernard le Bovier de Fontenelle; *11 лютого 1657, Руан — †9 січня 1757, Париж) — французький філософ, релігієзнавець, письменник і поет.
Племінник П'єра та Томаса Корнелів. Вперше застосував метод порівняння у вивченні релігії, написав трактат De l'origine des fables, в якому зробив висновок про дивовижний збіг у віруваннях давніх греків та індійців. 1686 року опублікував Entretiens sur la pluralité des mondes, в якому висловив свій скептицизм щодо пізнання дійсності, що нас оточує. З 1691 року був членом Французької академії.
У прозових творах популяризував знання, ставши попередником Просвітництва; автор творів: «Dialogues des morts» (1683); «Розмови про множинність світів» (1686); «Histoire des oracles» (1687), «Histoire de l' Académie des sciences» (1702) та «Eloges des acadèmiciens» (1708—1722). «Oeuvres complëtes», (1758—1761, 11 томів, нове видання 1818, 3 томи, 1825, 5 томів (1708—1722). «Oeuvres complëtes» (1758—1761, 11 томів, нове видання 1818, 3 томи та видання 1825 року, 5 томів).

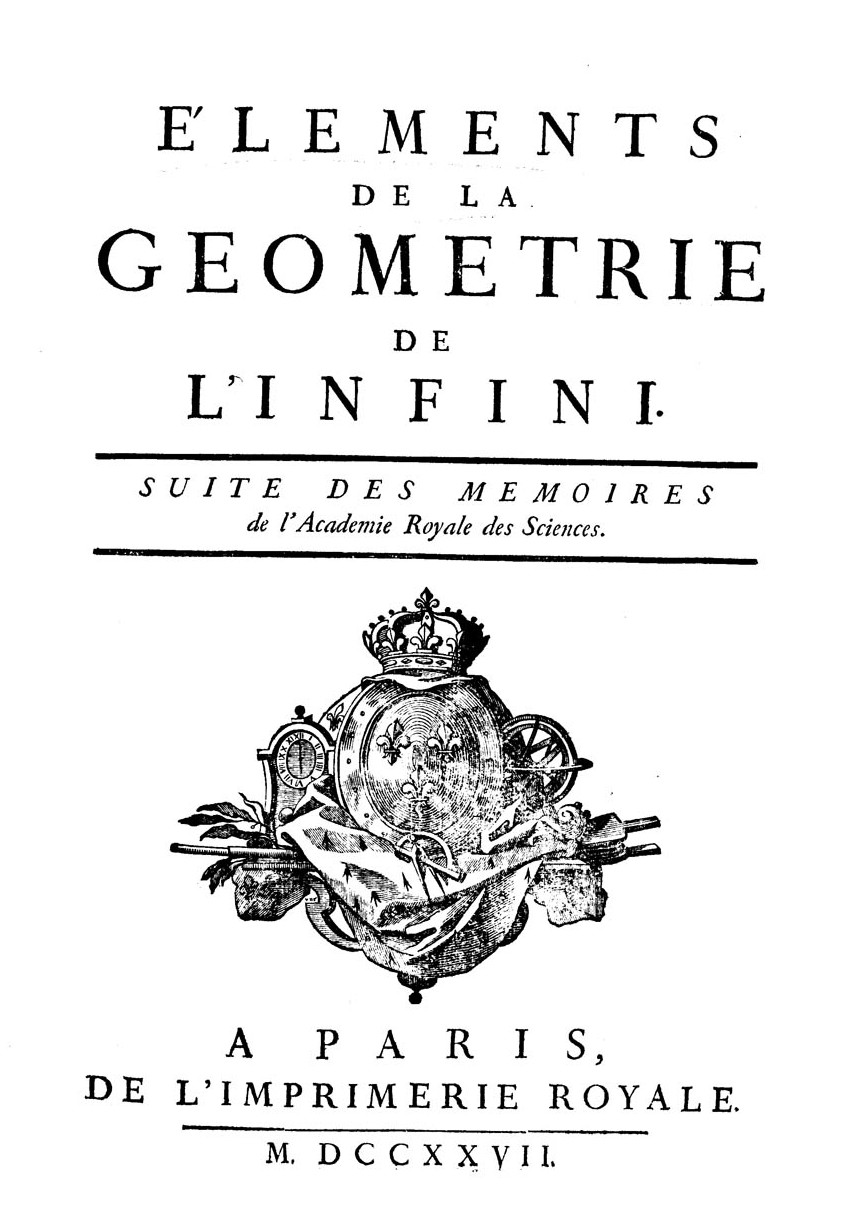
Éléments de la géométrie de l'infini, 1727